# Prima Divisione 2024-2025 (Libano)
La Prima Divisione 2024-2025 (in arabo الدوري اللبناني الدرجة الأولى 2024-2025‎?) è stata la 65ª edizione della massima serie del campionato di calcio libanese. Il campionato è iniziato il 20 settembre 2024 ed era programmato inizialmente per terminare nel maggio 2025. Tuttavia il 26 settembre 2024, in seguito all'invasione israeliana del Libano, la federazione ha sospeso temporaneamente la stagione, che è ripresa il 25 gennaio 2025. La squadra campione in carica era il Nejmeh.
La competizione è stata vinta dall'Ansar, al suo quindicesimo titolo nazionale.

## Stagione

### Novità
Dalla stagione precedente sono state retrocesse Ahly Nabatiye e Tripoli, ultime due classificate del girone retrocessione. Al loro posto dalla seconda divisione sono state promosse Riyadi Abbassieh, al debutto assoluto in Prima Divisione, e Shabab Baalbek, di ritorno in massima serie dopo cinque anni di assenza.

### Formula
Le 12 squadre partecipanti giocano un girone all'italiana di sola andata, per un totale di 11 giornate. Al termine della stagione regolare le prime 6 squadre si qualificano per il girone scudetto mentre le ultime 6 si qualificano per il girone retrocessione, con entrambi che giocano gare di andata e ritorno. Le squadre iniziano i rispettivi gironi con i loro punti dimezzati.
La vincente del girone scudetto è campione del Libano e si qualifica per la AFC Challenge League 2025-2026. Le ultime due classificate del girone retrocessione sono invece retrocesse in seconda divisione.

## Squadre partecipanti
| Club             | Città     | Stagione precedente    |
| ---------------- | --------- | ---------------------- |
| Ahed             | Beirut    | 3° in Prima Divisione  |
| Ansar            | Beirut    | 2° in Prima Divisione  |
| Bourj            | Beirut    | 5° in Prima Divisione  |
| Chabab Ghazieh   | Sidone    | 10° in Prima Divisione |
| Nejmeh           | Beirut    | Campione del Libano    |
| Racing Beirut    | Beirut    | 6° in Prima Divisione  |
| Riyadi Abbassieh | Abbassieh | Seconda divisione      |
| Safa             | Beirut    | 4° in Prima Divisione  |
| Sagesse          | Beirut    | 9° in Prima Divisione  |
| Shabab Baalbek   | Baalbek   | Seconda divisione      |
| Shabab Sahel     | Beirut    | 7° in Prima Divisione  |
| Tadamon Tiro     | Tiro      | 8° in Prima Divisione  |

## Stagione regolare
|  | Pos. | Squadra          | Pt | G  | V  | N | P | GF | GS | DR  |
|  | ---- | ---------------- | -- | -- | -- | - | - | -- | -- | --- |
|  | 1.   | Ansar            | 31 | 11 | 10 | 1 | 0 | 31 | 7  | +24 |
|  | 2.   | Safa             | 29 | 11 | 9  | 2 | 0 | 30 | 4  | +26 |
|  | 3.   | Ahed             | 28 | 11 | 9  | 1 | 1 | 34 | 11 | +23 |
|  | 4.   | Nejmeh           | 17 | 11 | 5  | 2 | 4 | 12 | 8  | +4  |
|  | 5.   | Sagesse          | 16 | 11 | 4  | 4 | 3 | 12 | 11 | +1  |
|  | 6.   | Tadamon Tiro     | 14 | 11 | 4  | 2 | 5 | 13 | 14 | -1  |
|  | 7.   | Shabab Sahel     | 13 | 11 | 4  | 1 | 6 | 14 | 21 | -7  |
|  | 8.   | Racing Beirut    | 9  | 11 | 1  | 6 | 4 | 4  | 14 | -10 |
|  | 9.   | Riyadi Abbassieh | 8  | 11 | 1  | 5 | 5 | 7  | 15 | -8  |
|  | 10.  | Bourj            | 7  | 11 | 2  | 1 | 8 | 7  | 21 | -14 |
|  | 11.  | Chabab Ghazieh   | 6  | 11 | 1  | 3 | 7 | 5  | 18 | -13 |
|  | 12.  | Shabab Baalbek   | 5  | 11 | 1  | 2 | 8 | 4  | 29 | -25 |

Legenda:
      Ammesse alla Poule scudetto
      Ammesse alla Poule retrocessione
Note:

Tre punti a vittoria, uno a pareggio, zero a sconfitta.
In caso di arrivo di due o più squadre a pari punti, la graduatoria verrà stilata secondo la classifica avulsa tra le squadre interessate che prevede, in ordine, i seguenti criteri:
- Punti generali
- Differenza reti generale
- Reti realizzate in generale
- Partite vinte in generale
- Partite vinte in trasferta
- Punti negli scontri diretti
- Differenza reti negli scontri diretti
- Differenza reti generale
- Sorteggi

## Gruppo scudetto
|                   | Pos. | Squadra      | Pt | G  | V  | N | P  | GF | GS | DR  |
| ----------------- | ---- | ------------ | -- | -- | -- | - | -- | -- | -- | --- |
| Libano (bandiera) | 1.   | Ansar        | 48 | 26 | 20 | 3 | 3  | 58 | 15 | +43 |
|                   | 2.   | Safa         | 46 | 26 | 18 | 6 | 2  | 59 | 19 | +40 |
|                   | 3.   | Ahed         | 33 | 26 | 14 | 5 | 7  | 55 | 34 | +21 |
|                   | 4.   | Nejmeh       | 32 | 26 | 11 | 7 | 8  | 41 | 30 | +11 |
|                   | 5.   | Sagesse      | 22 | 26 | 8  | 6 | 12 | 28 | 37 | -9  |
|                   | 6.   | Tadamon Tiro | 13 | 26 | 5  | 5 | 16 | 23 | 52 | -29 |

Legenda:

      Campione del Libano e ammessa alla AFC Challenge League 2025-26

Note:
Tre punti a vittoria, uno a pareggio, zero a sconfitta.

## Gruppo retrocessione

### Classifica finale
|  | Pos. | Squadra          | Pt | G  | V | N | P  | GF | GS | DR  |
|  | ---- | ---------------- | -- | -- | - | - | -- | -- | -- | --- |
|  | 7.   | Racing Beirut    | 27 | 21 | 8 | 7 | 6  | 22 | 26 | -4  |
|  | 8.   | Bourj            | 26 | 21 | 9 | 2 | 10 | 22 | 30 | -8  |
|  | 9.   | Shabab Sahel     | 24 | 21 | 9 | 3 | 9  | 33 | 36 | -3  |
|  | 10.  | Riyadi Abbassieh | 14 | 21 | 3 | 9 | 9  | 19 | 25 | -6  |
|  | 11.  | Shabab Baalbek   | 10 | 21 | 2 | 6 | 13 | 13 | 43 | -30 |
|  | 12.  | Chabab Ghazieh   | 7  | 21 | 1 | 7 | 13 | 13 | 39 | -26 |

Legenda:
      Retrocessa in Seconda Divisione 2025-2026
Note:

Tre punti a vittoria, uno a pareggio, zero a sconfitta.